# Gasificación por plasma
Gasificación por plasma es un proceso que convierte materia orgánica en gas sintético, electricidad, y escoria (metalurgia) mediante el uso de plasma. Un soplete de plasma alimentado con un arco eléctrico es utilizado para ionizar gas y catalizar la materia orgánica en gas sintético y residuos sólidos. Comercialmente es utilizado como una forma de tratamiento de residuos y ha sido probado con hidrocarburos.

## Proceso
Un soplete de plasma utiliza un gas inerte. Los electrodos varían desde cobre o tungsteno a hafnio o circonio, junto con otras aleaciones. Una poderosa corriente eléctrica de alto voltaje circula entre los dos electrodos en forma de arco eléctrico. El gas inerte presurizado es ionizado cuando circula a través del plasma creado por el arco eléctrico. La temperatura del soplete varía desde 2200 °C a 14000 °C.
En estas condiciones, la disociación molecular puede ocurrir mediante la ruptura de los enlaces moleculares. Los elementos resultantes están en estado gaseoso. Las moléculas complejas son separadas en átomos individuales. La disociación molecular por plasma es conocida como pirólisis por plasma."

### Materia prima
La materia prima para el tratamiento de residuos con plasma es generalmente residuos sólidos, desechos orgánicos, o ambos. También puede utilizarse desechos biomédicos y materiales peligrosos. El contenido y la consistencia del residuo impacta directamente en el rendimiento de la planta de gasificación por plasma. El separado y reciclaje antes de la gasificación mejora la consistencia. Una mayor cantidad de materia inorgánica como metales incrementa la cantidad de escoria metálica, y por consiguiente reduce la producción de gas sintético. De todas formas, el beneficio es que la escoria metálica en sí, es químicamente inerte y segura de manejar. La trituración del residuo previa al ingreso a la cámara de gasificación, incrementa la producción de gas sintético. Esto crea una transferencia de energía eficiente que asegura que más material sea descompuesto.

### Productos
El gas sintético puro altamente calorífico consiste de CO, H2, CH, etc.. Los materiales inorgánicos no-inflamables no son descompuestos. Esto incluye varios metales. Un cambio de estado de sólido a líquido incrementa el volumen de la escoria metálica.
El procesamiento por plasma es ecológicamente limpio. La falta de oxígeno previene la formación de varias toxinas. Las altas temperaturas en el reactor también previenen la formación de furanos, dioxinas, óxidos de nitrógeno o dióxido de azufre.
La producción de gas ecólogicamente limpio es el objetivo estándar. El gas producto no contiene fenoles ni hidrocarburos complejos. El agua remueve toxinas y sustancias peligrosas que deben ser limpiadas.
Los metales resultantes de la pirólisis por plasma pueden ser recuperados de la escoria metálica.

### Equipamiento
Los reactores de gasificación operan con presión negativa y recuperan tanto residuos sólidos como gaseosos.

## Ventajas
Las principales ventajas del tratamiento de residuos por plasma son:
- Destrucción limpia de residuos peligrosos,
- previene que los residuos peligrosos alcancen campos,
- no tiene emisiones tóxicas,
- producción de escoria metálica limpia que puede ser utilizada para construcción.[7]
- procesamiento de residuos biodegradables en combustibles para energía eléctrica,[8]

## Desventajas
Las principales desventajas son:
- Inversión muy costosa al principio[9] y
- Necesita mantenimiento ocasional.[10]